# Haiiha, Icinea
Haiiha (în ucraineană Хаїха) este un sat în comuna Martînivka din raionul Icinea, regiunea Cernihiv, Ucraina.

## Demografie
Componența lingvistică a localității Haiiha
     Ucraineană (100%)
Conform recensământului din 2001, toată populația localității Haiiha era vorbitoare de ucraineană (100%).